# NGC 4288
NGC 4288 ist eine spiralförmige Zwerggalaxie vom Hubble-Typ SBcd mit ausgedehnten Sternentstehungsgebieten im Sternbild Jagdhunde am Nordsternhimmel. Sie ist schätzungsweise 26 Millionen Lichtjahre von der Milchstraße entfernt und hat einen Durchmesser von etwa 15.000 Lichtjahren. Gemeinsam mit PGC 39841 (auch NGC 4288A) bildet sie das optische Galaxienpaar Holm 371 und gilt als Mitglied der NGC 4051-Gruppe (LGG 269). 
Das Objekt wurde am 10. April 1788 von dem deutsch-britischen Astronomen Wilhelm Herschel entdeckt.